# Patrimonium-Verlag
Der Patrimonium-Verlag ist ein römisch-katholischer Verlag mit Sitz in Aachen. Er wurde im Jahre 2011 gegründet. Schwerpunkt des Verlagsprogramms ist philosophische, theologische und historische Literatur.

## Verlagsgeschichte
Der Patrimonium-Verlag wurde 2011 als „Schwesterverlag“ des seit 1988 bestehenden Bernardus-Verlags ins Leben gerufen. Die Programmleitung des Patrimonium-Verlags – wie auch des Bernardus-Verlags – hat Frank Erich Zehles inne. Nachdem bereits 2006 der Bernardus-Verlag in die Verlagsgruppe Mainz mit Sitz in Aachen angeschlossen worden war, wurde dieser auch der Patrimonium Verlag eingegliedert. Nach Auflösung der Abtei Mariawald im September 2018 wurde das dort zusammen mit dem Bernardus-Verlag betriebene Zweitbüro geschlossen.

## Programmatische Schwerpunkte
Das Verlagsprogramm gliedert sich in bislang sieben, thematisch sortierte Editionen. Im Einzelnen sind dies:

### Patrimonium Cisterciense
Die Edition Patrimonium Cisterciense umfasst Werke, die das reiche zisterziensische Erbe und die dazugehörigen Quellen untersuchen und wachhalten sollen. Zu den hier publizierten Werken gehören deshalb nicht nur klassische Texte, sondern auch bis dato unveröffentlichte Zeugnisse der zisterziensischen Geistigkeit. So wurde im Patrimonium Cisterciense etwa die Rerum liturgicarum Libri Duo (lateinisch: Zwei Bücher zur Liturgie) des bedeutenden Kardinals Giovanni Bona (1609–1764) vom Altphilologen Heinz Piesik übersetzt und in einer kommentierten Neuausgabe herausgegeben.

### Patrimonium Classicum et Orientalisticum
In der Edition Patrimonium Classicum et Orientalisticum erscheinen Werke aus den Bereichen Altphilologie, klassische Philologie und alte Geschichte. Unter anderem publizierte der 2015 verstorbene Theologe Otto-Hubert Kost in dieser Edition Titel zum Mythos des selbstverliebten Narziss und zur Gestalt des Christophorus.

### Patrimonium Historicum
Der Schwerpunkt der Edition Patrimonium Historicum ist die Kirchengeschichte, allerdings erscheinen hier auch Werke aus allen anderen Bereichen der Geschichtswissenschaften.
Hierzu zählt im eigentlichen Sinne auch die seit 2016 vom Berliner Kirchenhistoriker Michael F. Feldkamp herausgegebene Schriftenreihe Propyläen des christlichen Abendlandes.

### Patrimonium Musicum
Die Edition Patrimonium Musicum ist die Abteilung für Bücher aus dem Themenbereich „Musik der christlich-abendländischen Kultur“ mit dem Schwerpunkt „Katholische Kirchenmusik“. Die hier veröffentlichten Nachdrucke und neuen Publikationen machen Laien und Fachleuten beispielsweise den gregorianischen Gesang zugänglich.

### Patrimonium Philosophicum
Wie der Name schon andeutet, erscheinen in der Edition Patrimonium Philosophicum Werke zum Thema Philosophie. Auftrag ist dabei die Bewahrung der „immerwährenden Tradition des Denkens und der Weltauslegung“ der mittelalterlichen Scholastik, begriffen als Entfaltung platonischer und aristotelischer Denkmotive unter christlichen Vorzeichen. Zu den Autoren, die in der Edition Patrimonium Philosophicum publiziert haben, zählen Walter Hoeres und Josef Seifert.

### Patrimonium Poeticum
Im Patrimonium Poetcium erscheinen neben Dichtung vornehmlich Prosa-Werke, aber auch Untersuchungen mit literaturwissenschaftlichem und sprachkritischem Anspruch.

### Patrimonium Theologicum
Angesichts des christlich-katholischen Profils des Patrimonium-Verlags ist die Edition Patrimonium Theologicum rein zahlenmäßig die umfangreichste Reihe im Programm. Theologie wird als „intellectus fidei“, also die „vernünftige Einsicht in den Glauben der Kirche“, verstanden. Die Edition Patrimonium Theologicum wählt aus dem „reichen Schatz der Tradition“ Werke aus, die sich auch ohne besondere fachliche Voraussetzungen erschließen und Themen von besonderer Bedeutung in den „aktuellen Auseinandersetzungen“ behandeln.

## Bekannte Autoren
Im Patrimonium-Verlag haben Theologen, Philosophen, kirchliche Würdenträger und Historiker publiziert. Zu den Autoren zählen unter anderem:
- Klaus Berger
- Raphael M. Bonelli
- Walter Kardinal Brandmüller
- Michael F. Feldkamp
- Walter Hoeres
- Karl Jaroš
- Otto-Hubert Kost
- Ingo Langner
- Marius Reiser
- Joachim Schroedel
- Joseph Schumacher
- Josef Seifert
- Harald Seubert
- Johannes Stöhr
- Berthold Wald